# Équipe de Belgique de football en 2015
Maillots
Chronologie
Saison précédente Saison suivante
L'équipe de Belgique de football dispute en 2015 les éliminatoires du Championnat d'Europe.

## Objectifs
Le seul objectif cette année 2015 pour la Belgique est de se qualifier pour le Championnat d'Europe 2016.

## Résumé de la saison
En juin 2015, à mi-chemin des éliminatoires du Championnat d'Europe 2016, la sélection se présente comme la deuxième meilleure nation mondiale de football, selon le classement FIFA qui en fait l'équipe la plus forte derrière l'Allemagne.
Le 10 octobre 2015, les Diables Rouges valident leur ticket pour « Le Rendez-Vous » du Championnat d'Europe 2016, soit le second grand tournoi de rang de l'actuelle « génération dorée », sur une victoire en Andorre (1-4) en ne concédant qu'un match nul à domicile (0-0) et une seule défaite à Cardiff (1-0) face à leur dauphin, le Pays de Galles de Gareth Bale, ainsi qu'un match nul contre la Bosnie-Herzégovine à Zenica (1-1). Une dernière victoire à domicile contre Israël (3-1) pour le prestige lors de leur dernier match des qualifications, le 13 octobre 2015, leur assure à la fois la première place de leur groupe et le statut de tête de série lors de la phase finale, ainsi que d'accéder le 5 novembre 2015 à la première place du classement mondial de la FIFA. La Belgique devient ainsi la huitième nation à atteindre la plus haute marche du podium.

## Bilan de l'année
L'objectif est atteint, le 10 octobre, les Diables Rouges valident leur ticket pour « Le Rendez-Vous » du Championnat d'Europe 2016, soit le second grand tournoi de rang de l'actuelle « génération dorée ». Le tirage au sort de la phase finale a lieu le 12 décembre à 18 h (heure locale) au Palais des congrès de Paris et la Belgique, tête de série, se voit attribuer le groupe E en compagnie de l'Italie, de l'Irlande et de la Suède.
En outre, les résultats des Belges lors des qualifications pour l'Euro leur permettent de devenir la 8e nation à accéder à la première place du classement mondial de la FIFA en novembre 2015.

### Championnat d'Europe 2016

#### Éliminatoires (Groupe B)
| Rang | Équipe             | Pts | J  | G | N | P  | Bp | Bc | Diff |  | Résultats (▼ dom., ► ext.) |     |     |     |     |     |     |
| ---- | ------------------ | --- | -- | - | - | -- | -- | -- | ---- |  | -------------------------- | --- | --- | --- | --- | --- | --- |
| 1    | Belgique           | 23  | 10 | 7 | 2 | 1  | 24 | 5  | +19  |  | Belgique                   |     | 0-0 | 3-1 | 3-1 | 5-0 | 6-0 |
| 2    | Pays de Galles     | 21  | 10 | 6 | 3 | 1  | 11 | 4  | +7   |  | Pays de Galles             | 1-0 |     | 0-0 | 0-0 | 2-1 | 2-0 |
| 3    | Bosnie-Herzégovine | 17  | 10 | 5 | 2 | 3  | 17 | 12 | +5   |  | Bosnie-Herzégovine         | 1-1 | 2-0 |     | 3-1 | 1-2 | 3-0 |
| 4    | Israël             | 13  | 10 | 4 | 1 | 5  | 16 | 14 | +2   |  | Israël                     | 0-1 | 0-3 | 3-0 |     | 1-2 | 4-0 |
| 5    | Chypre             | 12  | 10 | 4 | 0 | 6  | 16 | 17 | -1   |  | Chypre                     | 0-1 | 0-1 | 2-3 | 1-2 |     | 5-0 |
| 6    | Andorre            | 0   | 10 | 0 | 0 | 10 | 4  | 36 | -32  |  | Andorre                    | 1-4 | 1-2 | 0-3 | 1-4 | 1-3 |     |

- Sélections directement qualifiées pour l'Euro 2016
- Sélection barragiste

### Classement mondial FIFA
| Classement | Équipe    | Score total (déc. 2015) | Points précédents (déc. 2014) | Évolution | Position        |
| ---------- | --------- | ----------------------- | ----------------------------- | --------- | --------------- |
| 1          | Belgique  | 1 494                   | 1 417                         | +77       | en augmentation |
| 2          | Argentine | 1 455                   | 1 538                         | -83       | en diminution   |
| 3          | Espagne   | 1 370                   | 1 142                         | +228      | en augmentation |
| 4          | Allemagne | 1 347                   | 1 725                         | -378      | en diminution   |
| 5          | Chili     | 1 273                   | 1 022                         | +251      | en augmentation |

Source : FIFA.

## Les matchs
| Championnat d'Europe 2016 Éliminatoires - Groupe B            | Belgique                                                    | 5 - 0   | Chypre | Stade Roi Baudouin Laeken, Belgique             |                                                 |
| 28 mars 2015 · 20:45 heure locale · Historique des rencontres | Fellaini 21e 66e · Benteke 35e · Hazard 67e · Batshuayi 80e | (2 – 0) |        | Spectateurs : 45 213 Arbitrage : Ovidiu Hațegan | Spectateurs : 45 213 Arbitrage : Ovidiu Hațegan |
| 28 mars 2015 · 20:45 heure locale · Historique des rencontres | Rapport (UEFA) Rapport (RBFA)                               |         |        | Spectateurs : 45 213 Arbitrage : Ovidiu Hațegan | Spectateurs : 45 213 Arbitrage : Ovidiu Hațegan |

| Championnat d'Europe 2016 Éliminatoires - Groupe B            | Israël | 0 - 1                         | Belgique         | Stade Teddy Jérusalem, Israël                     |                                                   |
| 31 mars 2015 · 21:45 heure locale · Historique des rencontres |        | (0 – 1)                       | Fellaini 9e      | Spectateurs : 29 750 Arbitrage : Mark Clattenburg | Spectateurs : 29 750 Arbitrage : Mark Clattenburg |
| 31 mars 2015 · 21:45 heure locale · Historique des rencontres |        | Rapport (UEFA) Rapport (RBFA) | Kompany 11e, 64e | Spectateurs : 29 750 Arbitrage : Mark Clattenburg | Spectateurs : 29 750 Arbitrage : Mark Clattenburg |

Note : Cette rencontre était prévue initialement le 9 septembre 2014 en ouverture des éliminatoires pour l'Euro 2016 et devait se jouer à Tel Aviv mais en raison des troubles importants sur place à l'époque, le match aurait sans doute dû se jouer hors des frontières israéliennes ; il a finalement été reporté en accord avec toutes les parties.
| Match amical                                                 | France                                        | 3 - 4   | Belgique                                              | Stade de France Saint-Denis, France                    |                                                        |
| 7 juin 2015 · 21:00 heure locale · Historique des rencontres | Valbuena 53e (pen.) · Fekir 89e · Payet 90+1e | (0 – 2) | Fellaini 17e 42e · Nainggolan 50e · Hazard 54e (pen.) | Spectateurs : 70 000 Arbitrage : Marijo Strahonja (en) | Spectateurs : 70 000 Arbitrage : Marijo Strahonja (en) |
| 7 juin 2015 · 21:00 heure locale · Historique des rencontres | Rapport (RBFA) Rapport                        |         |                                                       | Spectateurs : 70 000 Arbitrage : Marijo Strahonja (en) | Spectateurs : 70 000 Arbitrage : Marijo Strahonja (en) |

| Championnat d'Europe 2016 Éliminatoires - Groupe B            | Pays de Galles                | 1 - 0   | Belgique | Cardiff City Stadium Cardiff, Pays de Galles |                                              |
| 12 juin 2015 · 19:45 heure locale · Historique des rencontres | Bale 25e                      | (1 – 0) |          | Spectateurs : 33 280 Arbitrage : Felix Brych | Spectateurs : 33 280 Arbitrage : Felix Brych |
| 12 juin 2015 · 19:45 heure locale · Historique des rencontres | Rapport (UEFA) Rapport (RBFA) |         |          | Spectateurs : 33 280 Arbitrage : Felix Brych | Spectateurs : 33 280 Arbitrage : Felix Brych |

| Championnat d'Europe 2016 Éliminatoires - Groupe B                | Belgique                                         | 3 - 1   | Bosnie-Herzégovine | Stade Roi Baudouin Laeken, Belgique          |                                              |
| 3 septembre 2015 · 20:45 heure locale · Historique des rencontres | Fellaini 23e · De Bruyne 44e · Hazard 78e (pen.) | (2 – 1) | Džeko 15e          | Spectateurs : 42 975 Arbitrage : Jorge Sousa | Spectateurs : 42 975 Arbitrage : Jorge Sousa |
| 3 septembre 2015 · 20:45 heure locale · Historique des rencontres | Rapport (UEFA) Rapport (RBFA)                    |         |                    | Spectateurs : 42 975 Arbitrage : Jorge Sousa | Spectateurs : 42 975 Arbitrage : Jorge Sousa |

| Championnat d'Europe 2016 Éliminatoires - Groupe B                | Chypre                        | 0 - 1   | Belgique   | Stade GSP Nicosie, Chypre                                  |                                                            |
| 6 septembre 2015 · 21:45 heure locale · Historique des rencontres |                               | (0 – 0) | Hazard 86e | Spectateurs : 11 866 Arbitrage : Vladislav Bezborodov (en) | Spectateurs : 11 866 Arbitrage : Vladislav Bezborodov (en) |
| 6 septembre 2015 · 21:45 heure locale · Historique des rencontres | Rapport (UEFA) Rapport (RBFA) |         |            | Spectateurs : 11 866 Arbitrage : Vladislav Bezborodov (en) | Spectateurs : 11 866 Arbitrage : Vladislav Bezborodov (en) |

| Championnat d'Europe 2016 Éliminatoires - Groupe B               | Andorre                       | 1 - 4   | Belgique                                                          | Estadi Nacional Andorre-la-Vieille, Andorre |                                           |
| 10 octobre 2015 · 20:45 heure locale · Historique des rencontres | Lima 51e (pen.)               | (0 – 2) | Nainggolan 19e · De Bruyne 42e · Hazard 56e (pen.) · Depoitre 64e | Spectateurs : 3 032 Arbitrage : Paweł Gil   | Spectateurs : 3 032 Arbitrage : Paweł Gil |
| 10 octobre 2015 · 20:45 heure locale · Historique des rencontres | Rapport (UEFA) Rapport (RBFA) |         |                                                                   | Spectateurs : 3 032 Arbitrage : Paweł Gil   | Spectateurs : 3 032 Arbitrage : Paweł Gil |

| Championnat d'Europe 2016 Éliminatoires - Groupe B               | Belgique                                 | 3 - 1   | Israël    | Stade Roi Baudouin Laeken, Belgique                           |                                                               |
| 13 octobre 2015 · 20:45 heure locale · Historique des rencontres | Mertens 64e · De Bruyne 78e · Hazard 84e | (0 – 0) | Hemed 88e | Spectateurs : 39 773 Arbitrage : Anastasios Sidiropoulos (en) | Spectateurs : 39 773 Arbitrage : Anastasios Sidiropoulos (en) |
| 13 octobre 2015 · 20:45 heure locale · Historique des rencontres | Rapport (UEFA) Rapport (RBFA)            |         |           | Spectateurs : 39 773 Arbitrage : Anastasios Sidiropoulos (en) | Spectateurs : 39 773 Arbitrage : Anastasios Sidiropoulos (en) |

| Match amical                                                      | Belgique                                       | 3 - 1   | Italie      | Stade Roi Baudouin Laeken, Belgique               |                                                   |
| 13 novembre 2015 · 20:45 heure locale · Historique des rencontres | Vertonghen 13e · De Bruyne 74e · Batshuayi 82e | (1 – 1) | Candreva 3e | Spectateurs : 40 000 Arbitrage : Szymon Marciniak | Spectateurs : 40 000 Arbitrage : Szymon Marciniak |
| 13 novembre 2015 · 20:45 heure locale · Historique des rencontres | Rapport (RBFA) Rapport                         |         |             | Spectateurs : 40 000 Arbitrage : Szymon Marciniak | Spectateurs : 40 000 Arbitrage : Szymon Marciniak |

Note : Ce match fut placé sous le signe de la commémoration du drame du Heysel lors duquel, le 29 mai 1985, à l'occasion de la finale de la Coupe des Clubs Champions entre la Juventus de Turin et Liverpool, 39 personnes ont perdu la vie à la suite d'affrontements entre les supporteurs des deux camps ; la rencontre fut stoppée à la 39e minute, les joueurs se sont arrêtés de jouer pendant une minute et ont applaudi en communion avec le public alors que les noms des victimes défilaient sur l'écran géant du stade.

## Les joueurs
| Joueurs              | Joueurs                  | QCE 2016 | QCE 2016 | Amical | QCE 2016 | QCE 2016 | QCE 2016 | QCE 2016 | QCE 2016 | Amical |
| -------------------- | ------------------------ | -------- | -------- | ------ | -------- | -------- | -------- | -------- | -------- | ------ |
| Gardiens de but      |                          |          |          |        |          |          |          |          |          |        |
| Thibaut Courtois     | Chelsea                  | 90       | 90       | 90     | 90       | 90       | 90       |          |          |        |
| Simon Mignolet       | Liverpool                | r        | r        | r      | r        | r        | r        | 90       | 90       | 90     |
| Jean-François Gillet | Calcio Catane            | r        | r        | r      | r        | r        | r        | r        | r        | r      |
| Matz Sels            | KAA La Gantoise          |          |          |        |          |          |          | r        | r        | r      |
| Défenseurs           |                          |          |          |        |          |          |          |          |          |        |
| Toby Alderweireld    | Southampton              | 90       | 90 19e   | 90     | 77e      | 90       | 90       | 90       | 90       | 90     |
| Vincent Kompany      | Manchester City          | 90       | 11e, 64e |        |          | 90       | 90 90+2e |          | 58e      |        |
| Nicolas Lombaerts    | Zénith Saint-Pétersbourg | 90       | 90 75e   | 90     | 90 59e   | r        | r        | r        | 90       | 90 33e |
| Jan Vertonghen       | Tottenham Hotspur        | 90       | 90       | 90     | 90       | 90       | 90       | 90 50e   | 90 45+2e | 90 25e |
| Olivier Deschacht    | RSC Anderlecht           | r        | r        | r      | r        |          |          |          |          |        |
| Jason Denayer        | Celtic Glasgow           | r        | 66e      | 85e    | 90       | r        | r        | r        |          | 63e    |
| Anthony Vanden Borre | RSC Anderlecht           | r        | r        | r      | r        |          |          |          |          |        |
| Laurent Ciman        | Impact de Montréal       | r        | r        |        |          |          | r        |          |          |        |
| Leander Dendoncker   | RSC Anderlecht           |          |          | 85e    | r        |          |          |          |          |        |
| Thomas Vermaelen     | FC Barcelone             |          |          |        |          | 90       | 90       |          |          | r      |
| Dedryck Boyata       | Celtic Glasgow           |          |          |        |          | r        |          | r        | r        |        |
| Thomas Meunier       | Club Bruges KV           |          |          |        |          |          |          | 81e      | 58e      | r      |
| Jordan Lukaku        | KV Ostende               |          |          |        |          |          |          | 90 28e   | r        |        |
| Luis Pedro Cavanda   | Trabzonspor              |          |          |        |          |          |          | 81e      | r        | 63e    |
| Milieux              |                          |          |          |        |          |          |          |          |          |        |
| Radja Nainggolan     | AS Roma                  | 90       | 86e      | 90     | 90       | 90       | 90       | 90       | 90       | 90     |
| Marouane Fellaini    | Manchester United        | 69e      | 90       | 77e    |          | 90       | 64e      | r        | 66e      |        |
| Kevin De Bruyne      | VfL Wolfsbourg           | 90       | 90       |        | 90       | 89e      | 90       | 90       | 90 33e   | 90     |
| Axel Witsel          | Zénith Saint-Pétersbourg | 90       | 90       | 81e    | 90       | 90       | 90       | 90       | 66e      | 90     |
| Yannick Carrasco     | AS Monaco                | 69e      | r        | 59e    | 77e      |          |          |          |          | 87e    |
| Mousa Dembélé        | Tottenham Hotspur        | r        | r        | 81e    | r        |          |          |          |          | r      |
| Nacer Chadli         | Tottenham Hotspur        | r        | 63e      | 77e    | r        | r        | r        | 72e      | r        |        |
| Youri Tielemans      | RSC Anderlecht           |          |          | r      | r        |          |          |          |          |        |
| Steven Defour        | RSC Anderlecht           |          |          |        |          | r        | r        |          |          | r      |
| Sven Kums            | KAA La Gantoise          |          |          |        |          |          |          | r        | r        | r      |
| Attaquants           |                          |          |          |        |          |          |          |          |          |        |
| Eden Hazard          | Chelsea                  | 69e      | 63e      | 90     | 90       | 90       | 90       | 79e      | 90       | 90     |
| Christian Benteke    | Aston Villa              | 77e      | 66e      | 59e    | 90       |          | 46e      |          |          | r      |
| Dries Mertens        | SSC Naples               | 69e      | r        | 59e    | 46e      | 89e      | 64e      | 72e      | 90       |        |
| Divock Origi         | Lille OSC                | r        | 86e      | r      | r        | 82e      | 46e      | r        | 65e      |        |
| Michy Batshuayi      | Olympique de Marseille   | 77e ,    | r        |        |          | r        |          |          |          | 63e    |
| Romelu Lukaku        | Everton                  |          |          | 59e    | 46e      | 82e      | r        | r        | 65e      | 63e    |
| Kevin Mirallas       | Everton                  |          |          |        | r        | r        | r        |          |          | 87e    |
| Adnan Januzaj        | Borussia Dortmund        |          |          |        |          | r        | r        |          |          |        |
| Laurent Depoitre     | KAA La Gantoise          |          |          |        |          |          |          | 90 , 72e | r        | r      |
| Zakaria Bakkali      | Valencia CF              |          |          |        |          |          |          | 79e      | r        |        |

Un « r » indique un joueur qui était parmi les remplaçants mais qui n'est pas monté au jeu.
1. 1 2 3 4 5 6  Première sélection officielle pour le joueur.
2. 1 2  Premier but officiel pour le joueur.
3. ↑  Dernière sélection officielle pour le joueur.

## Aspects socio-économiques

### Audiences télévisuelles
| Jour de diffusion | Match                         | Compétition          | Diffuseur francophone | Téléspectateurs | Part d'audience | Diffuseur néerlandophone | Téléspectateurs | Part d'audience |
| ----------------- | ----------------------------- | -------------------- | --------------------- | --------------- | --------------- | ------------------------ | --------------- | --------------- |
| 28 mars 2015      | Belgique - Chypre             | Championnat d'Europe | La Une                | 774 174         | 40,6%           | Één                      | 1 355 226       | 54,0%           |
| 31 mars 2015      | Israël - Belgique             | Championnat d'Europe | La Une                | 1 041 537       | 52,2%           | Één                      | 1 680 848       | 61,2%           |
| 7 juin 2015       | France - Belgique             | Amical               | La Une                | 831 330         | 43,1%           | VTM                      | 1 509 242       | 54,4%           |
| 12 juin 2015      | Pays de Galles - Belgique     | Championnat d'Europe | La Une                | 959 293         | 51,7%           | Één                      | 1 600 033       | 64,4%           |
| 3 septembre 2015  | Belgique - Bosnie-Herzégovine | Championnat d'Europe | La Une                | 903 403         | 48,6%           | Één                      | 1 553 110       | 55,6%           |
| 6 septembre 2015  | Chypre - Belgique             | Championnat d'Europe | La Une                | 939 677         | 51,6%           | Één                      | 1 573 670       | 60,7%           |
| 10 octobre 2015   | Andorre - Belgique            | Championnat d'Europe | La Une                | 706 784         | 39,8%           | Één                      | 1 456 580       | 55,9%           |
| 13 octobre 2015   | Belgique - Israël             | Championnat d'Europe | La Une                | 1 035 380       | 53,1%           | Één                      | 1 757 820       | 58,5%           |
| 13 novembre 2015  | Belgique - Italie             | Amical               | La Une                | 969 864         | 49,7%           | Één                      | 1 452 820       | 52,7%           |

Source : CIM.

## Sources

### Statistiques
1. ↑  « CLASSEMENT MASCULIN », sur fifa.com, FIFA, 3 décembre 2015 (consulté le 7 juillet 2021)
2. ↑  « RÉSULTATS PUBLICS », sur cim.be, CIM